# Kułusutaj
Kułusutaj (ros. Кулусутай) – wieś w Rosji, w Kraju Zabajkalskim, w rejonie onońskim. W 2010 liczyła 689 mieszkańców.